# Polimerasi
Una polimerasi (numero EC 2.7.7.6, ma anche 2.7.7.7,2.7.7.19, 2.7.7.48 e 2.7.7.49) è un enzima il cui ruolo è associato alla polimerizzazione degli acidi nucleici, come DNA e RNA. Gli enzimi coinvolti nella polimerizzazione di altre biomolecole polimeriche non sono invece chiamati polimerasi.
La più importante funzione di una polimerasi è la catalisi della produzione di nuove molecole di DNA e RNA a partire da una molecola stampo di DNA e RNA, durante i processi biologici noti come replicazione e trascrizione. In associazione con numerose altre molecole, le polimerasi utilizzano come substrato nucleotidi presenti in soluzione per assemblarli nel filamento in costruzione.

## Taq polimerasi
Un tipo particolare di polimerasi, proveniente dal batterio Thermus aquaticus, è la Taq (si pronuncia "tac") (PDB 1BGX Archiviato il 4 luglio 2007 in Internet Archive., EC 2.7.7.7), utilizzata nella reazione a catena della polimerasi sin dalla sua messa a punto nel 1983 da parte di Kary Banks Mullis.

## Altre polimerasi utilizzate in ricerca
Oltre alla Taq, esistono altre polimerasi molto utilizzate in ricerca.
- La terminaldeossinucleotidiltransferasi (TdT), che permette la diversità delle catene pesanti delle immunoglobuline.
- La trascrittasi inversa, enzima utilizzato dai retrovirus per creare, a partire dal genoma a RNA di cui dispongono, una molecola di DNA che possa integrare nel genoma della cellula infettata. La scoperta della trascrittasi inversa ha dimostrato che il dogma centrale della biologia molecolare presenta delle eccezioni.